# یان اون
یان اون (استونیایی: Jan Õun؛ زادهٔ ۸ فوریهٔ ۱۹۷۷) بازیکن فوتبال اهل استونی بود.
وی همچنین در تیم ملی فوتبال استونی بازی کرده‌است.